# Lukas Neumayer
Lukas Neumayer (Salzburgo, Austria; 6 de septiembre de 2002) es un tenista austríaco.

## Carrera
Su mayor ubicación en el ranking ATP es el 206.° alcanzado el 22 de abril de 2024, en singles; y el 492.° en dobles alcanzado el 18 de julio de 2022.
Ha representado a Austria en Copa Davis, en la cual posee un récord de 2-0.

## Copa Davis
Ha sido nominado 2 veces, habiendo jugado 2 partidos en singles, obteniendo la victoria en ambas ocasiones.
- Debut: septiembre de 2024 contra Turquía, victoria ante Cem Ilkel por 7-6, 6-2.

## Títulos ATP Challenger (0+0)

#### Individuales (0)

##### Finalista (3)
| N.° | Fecha              | Torneo    | Superficie    | Oponente en la final | Resultado |
| --- | ------------------ | --------- | ------------- | -------------------- | --------- |
| 1.  | julio de 2023      | Salzburgo | Tierra batida | Sebastian Ofner      | 3-6, 2-6  |
| 2.  | agosto de 2023     | Cordenons | Tierra batida | Matteo Gigante       | 0-6, 2-6  |
| 3.  | septiembre de 2024 | Tulln     | Tierra batida | Jan Choinski         | 4-6, 1-6  |

#### Dobles (0)

##### Finalista (1)
| N.° | Fecha               | Torneo                          | Superficie    | Pareja     | Oponentes en la final                           | Resultado        |
| --- | ------------------- | ------------------------------- | ------------- | ---------- | ----------------------------------------------- | ---------------- |
| 1.  | 13 de enero de 2024 | Challenger de Buenos Aires 2024 | Tierra batida | Max Houkes | Arklon Huertas del Pino Conner Huertas del Pino | 3-6, 6-3, [6-10] |